# Euploea usipetes
Euploea usipetes är en fjärilsart som beskrevs av William Chapman Hewitson 1858. Euploea usipetes ingår i släktet Euploea och familjen praktfjärilar. Inga underarter finns listade i Catalogue of Life.

## Bildgalleri

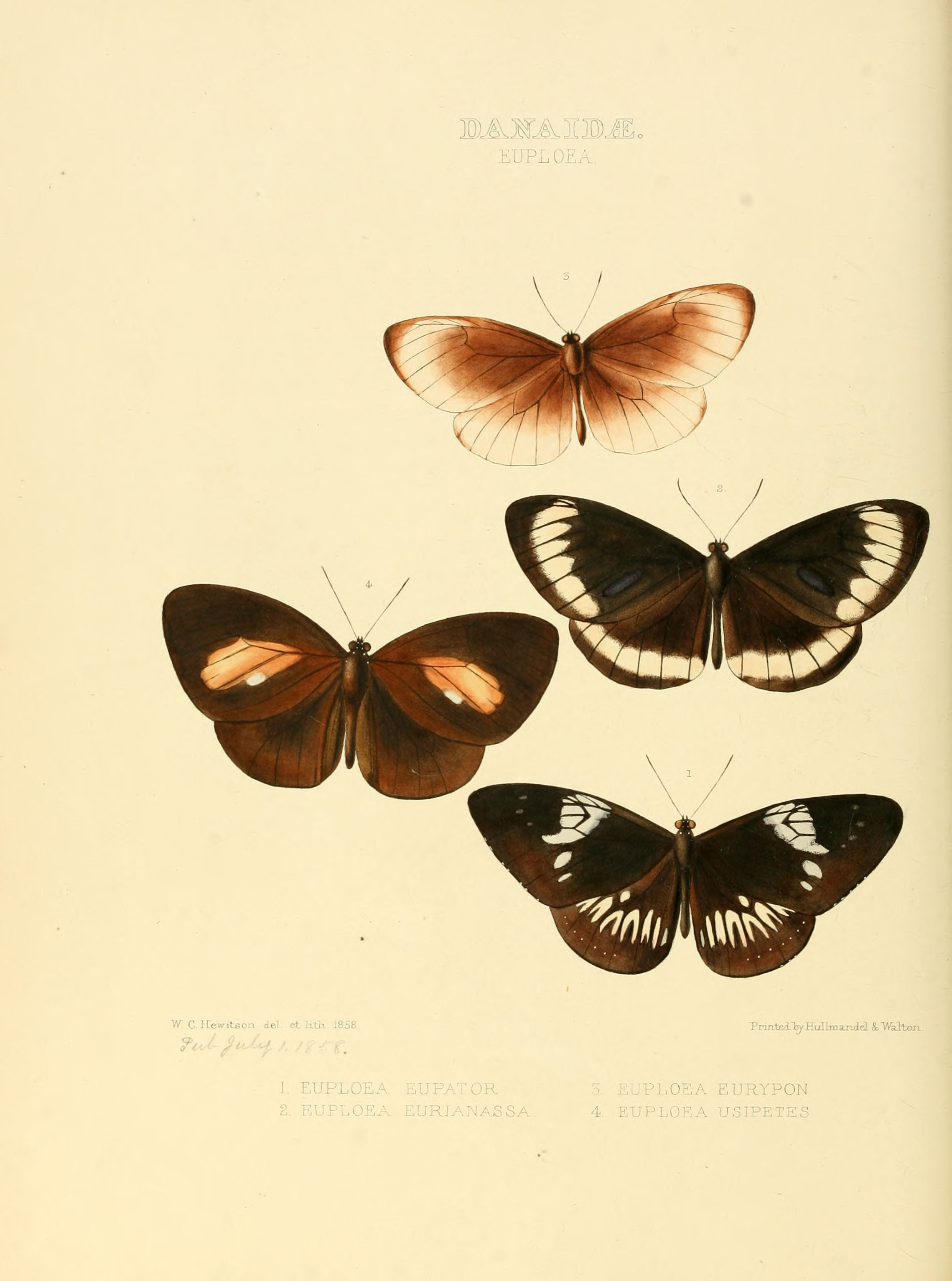